# Краснохвостая чачалака
Краснохвостая чачалака (лат. Ortalis ruficauda) — вид птиц из рода чачалаки (Ortalis) семейства краксов (Cracidae).

## Распространение и местообитание
Краснохвостая чачалака обитает на северо-востоке Колумбии, на севере Венесуэлы и на острове Тобаго (Тринидад и Тобаго), где она является одной из двух национальных птиц страны.  Также встречается на островах Бекия и Юнион архипелага Гренадины, где она, возможно, была интродуцирована.
В основном древесный вид, встречающийся в лесах, а также в более открытых сухих зарослях. Это в сочетании с относительно низкой охотничьей ценностью делает вид гораздо менее уязвимым, чем более крупные члены семейства.

## Описание
Краснохвостая чачалака — птица среднего размера, похожая на индеек, с маленькой головой, длинными сильными ногами и длинным широким хвостом. Достигает длины 53-58 см и массы от 30 до 800 г. Оперение бледное, сверху тёмно-коричневое, снизу бледнее. Голова серая, а коричневый хвост имеет рыжее или белое окончание в зависимости от подвида.

## Образ жизни
Как и другие чачалаки, краснохвостая чачалака является очень шумным видом, предпочитая издавать свои призывные звуки на рассвете. У самца громкий низкий голос, на который самки отвечают пронзительными звуками, которые они часто повторяют несколько раз подряд в точной синхронизации.
Социальная птица, часто встречающаяся в семейных группах. Птица продвигается по дереву вдоль ветвей в поисках плодов и семян, которыми питается. Краснохвостая чачалака хорошо летает, может даже взлетать и летать вертикально, но, как правило, предпочитает не летать на большие расстояния. Гнездо строится низко на дереве из веток, в которое откладываются три или четыре крупных белых яйца. Самка насиживает их в одиночку.

## Подвиды
Различают два подвида:
- O. r. ruficauda Jardine, 1847 — от северо-восточной Колумбии до северной Венесуэлы, острова Тобаго и Маргарита.
- O. r. ruficrissa Sclater et Salvin, 1870 — северная Колумбия и северо-западная Венесуэла.

## Символ Тринидада и Тобаго

Красный ибис и Краснохвостая чачалака на гербе Тринидада и Тобаго.

Краснохвостая чачалака является одной из национальных птиц Тринидада и Тобаго и представлена на гербе этой страны. На гербе чачалака символизирует остров Тобаго, наряду с красным ибисом, представляющим Тринидад.